# Burgstall Schlössle (Bernstadt)
Der Burgstall Schlössle bezeichnet eine abgegangene Spornburg auf dem 540 m ü. NN hohen Höhenrücken „Brand“ beim sogenannten „Fohlenhaus“, zwei nebeneinanderliegende kleine Höhlen im Lonetal, auf der Gemarkung der Gemeinde Bernstadt im Alb-Donau-Kreis in Baden-Württemberg.
Die Burg wurde vermutlich um 1200 von den Herren von Bernstadt erbaut und bestand nur bis etwa um 1300, wie Datierungen von keramischen Lesefunden durch Christoph Bizer zeigen. Von der ehemaligen Burganlage sind nur noch geringe Wall- und Grabenreste zu sehen.